# Ӟ
Ze với dấu hai chấm (Ӟ ӟ, chữ nghiêng: Ӟ ӟ) là một chữ cái trong bảng chữ cái Kirin. Nó chỉ được sử dụng trong bảng chữ cái tiếng Udmurt, đại diện cho âm /d͡ʑ/. Chữ cái này thường được Latinh hóa thành ⟨đ⟩, nhưng bản Latinh hóa của ISO 9 là ⟨z̈⟩.
Trước đây nó cũng được sử dụng trong tiếng Bashkir, đại diện cho âm /ð/. Ngày nay nó đã được thay thế bằng dhe (Ҙ ҙ).

## Mã máy tính
| Kí tự               | Ӟ                                         | Ӟ                                         | ӟ                                       | ӟ                                       |
| ------------------- | ----------------------------------------- | ----------------------------------------- | --------------------------------------- | --------------------------------------- |
| Tên Unicode         | CYRILLIC CAPITAL LETTER ZE WITH DIAERESIS | CYRILLIC CAPITAL LETTER ZE WITH DIAERESIS | CYRILLIC SMALL LETTER ZE WITH DIAERESIS | CYRILLIC SMALL LETTER ZE WITH DIAERESIS |
| Mã hóa ký tự        | decimal                                   | hex                                       | decimal                                 | hex                                     |
| Unicode             | 1246                                      | U+04DE                                    | 1247                                    | U+04DF                                  |
| UTF-8               | 211 158                                   | D3 9E                                     | 211 159                                 | D3 9F                                   |
| Tham chiếu ký tự số | &#1246;                                   | &#x4DE;                                   | &#1247;                                 | &#x4DF;                                 |